# Arteriosclerosis hialina
La Arteriolosclerosis hialina es un término médico usado para una afectación arteriosclerótica de los vasos arteriales de menos de 100μm (una décima parte de un milímetro), llamados arteriolas. Es una patología frecuente en pacientes hipertensos y diabéticos. Se caracteriza por un engrosamiento homogéneo y de color rosado de una sustancia hialina o cristalina—de allí el nombre—de la pared arteriolar con estrechamiento de la luz. El estrechamiento o reducción del diámetro de la luz del vaso disminuye el aporte de sangre a los órganos irrigados por la arteriola afectada.

## Patología
La lesión endotelial provocada por la hipertensión o la diabetes lleva al escape de los componentes que circulan en el plasma sanguíneo con producción de una matriz extracelular por las fibras musculares y depósito de la sustancia hialina. Esta acumulación de material hialino, amorfo y homogéneo, especialmente en las paredes de las pequeñas arterias y arteriolas, hace que las paredes vasculares se vuelvan más gruesas y la luz disminuya, causando trastornos isquémicos en órganos como el riñón—como es característico en la nefropatía hipertensiva.